# Beauty and the geek
Beauty and the Geek (La bella y el geek, La bella y el nerd o La bella y el friki), es un programa de telerrealidad de origen estadounidense.

## Programación
La primera emisión de este programa estadounidense de telerrealidad producido por Ashton Kutcher y Nick Santora fue en la cadena The WB el 2 de junio de 2005, con una publicidad televisiva que lo anunciaba como "el último experimento social". Para septiembre del 2006 van por la selección de concursantes para la 3° edición en Estados Unidos y la 1° emisión en el Reino Unido, también se han hecho algunas versiones internacionales en otros países como Chile, Estonia, México, Portugal, Noruega, Australia, Colombia e Italia.
El 7 de febrero del 2006, el programa debutó en el Channel 4 británico: aquí producido por David Mitchell. 
Se ha extendido a Noruega con el nombre La princesa y el profesor, a Italia con el nombre de La pupa e il secchione, a Estonia llamándose Kaunitar ja geenius (La bella y el genio), a Portugal con el nombre de A Bela e o Mestre (La bella y el maestro), México con el nombre de La bella y el nerd y en Chile se llamó La bella y el geek. En la versión colombiana, llamada La bella y el nerdo, José Leonardo Morales, bastante popular por sus cortos sobre experimentos de electrónica en la web como "the sudamerican nerd", apareció como participante.

## Formato
El formato de este programa varía según la región o el país donde se desarrolla. El programa promueve el duelo de una mujer contra la inteligencia de un "genio" no tan agraciado, los cuales tienen que aprender los unos de los otros. Ellas tienen que aprender todo tipo de conocimientos que ellos les enseñan tales como mecánica o matemáticas, mientras que ellas les enseñan cosas más sociales como bailar, aprender a dar un masaje o lecciones de interiorismo. Cada una de las 7 parejas dormirá en una habitación equipada con una cama de matrimonio o 2 individuales, según escojan, en una mansión totalmente equipada. 7 bellezas son emparejadas con 7 frikis. En turnos de una persona de diferente sexo, cada unos de los participantes se van presentando a las personas de sexo contrario, inicialmente separados en diferentes salones de la casa, eligiendo estas últimas quien pasa con esa persona el resto del programa como pareja. Una vez se ha formado una pareja, ésta recorre la casa buscando una habitación donde pasar el resto del programa. Las parejas tendrán que superar una serie de pruebas, los ganadores de las cuales, votarán a otra pareja para abandonar la casa. Las parejas seleccionadas tendrán que luchar en un duelo intelectual para saber quien deja el programa definitivamente. Se les hace 6 preguntas a cada una de las parejas, 3 a cada chica y otras 3 a cada chico, relacionadas con las pruebas realizadas anteriormente. El que menos preguntas acierte se va a la calle. El premio para el ganador son US$ 250.000 en la versión estadounidense.